# Grigol Robakidse

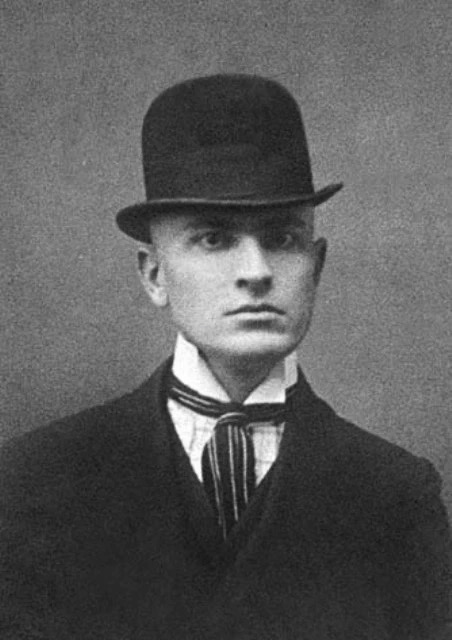
Grigol Robakidse

Grigol Robakidse (georgisch გრიგოლ რობაქიძე; * 28. Oktober 1882 in Swiri, Imeretien, Georgien; † 19. November 1962 in Genf) war ein georgischer Schriftsteller, der mitunter auf Deutsch schrieb. Er war einer der Begründer der modernen psychologischen Erzählung in Georgien.

## Leben
1900 legte Robakidse das Abitur am Georgischen Gymnasium in Kutaissi ab, im damals zum Russischen Reich gehörenden Georgien. Er studierte vier Jahre (1902–1906) an der Universität Leipzig und ebenfalls an der Universität Dorpat in Estland. 1915 war er Mitbegründer der symbolistischen Schriftstellergruppe Blaue Hörner, 1917 der Union Georgischer Schriftsteller und wurde ihr Präsidiumsmitglied. 1918 bis 1921 war Robakidse Mitherausgeber der Tageszeitung Sakartvelo (deutsch Georgien). 1919 nahm er als Sekretär der georgischen Regierungsdelegation an der Pariser Friedenskonferenz nach Beendigung des Ersten Weltkriegs teil. Nach der gewaltsamen Einverleibung des unabhängig gewordenen Georgien durch Sowjetrußland beteiligte sich Robakidse 1921 bis 1924 an der anti-sowjetischen Befreiungsbewegung.
1931 verließ Robakidse Sowjet-Georgien und ging ins Exil nach Deutschland. Er lebte in Berlin, wo er unter anderem Freundschaft mit dem Soziologen Werner Sombart schloss. Er verkehrte im Salon von Edith Andreae, wo er zahlreiche Vertreter des deutschen Geisteslebens kennenlernte, darunter Hans-Hasso von Veltheim, auf dessen Schloss Ostrau er sich dann häufig aufhielt und Bücher schrieb. Fortan schrieb er auch in deutscher Sprache, einige seiner Bücher mussten später ins Georgische rückübersetzt werden. Bei der deutschen Fassung seiner Romane half ihm der Schriftsteller Bruno Goetz.
Seine in Deutschland gedruckten Bücher vermerken mitunter die Übersetzer (z. B. "Kaukasische Novellen"), beim "Schlangenhemd" wurde jedoch, wohl aufgrund der großen Anzahl der beteiligten Übersetzer und Korrektoren, auf eine Angabe verzichtet, wie aufgrund von Archivmaterialien zu ersehen ist. Überhaupt ist zu beachten, dass jede Auflage jeden Buches separat zu betrachten ist. Manche Ausgaben des „Schlangenhemdes“ z. B. sind mit einem Vorwort Stefan Zweigs versehen, andere nicht. Das Buch „Megi“ listet in der 1. Auflage die Übersetzer auf: Reinhold Tschackert zusammen mit dem Autor Robakidse sowie unter Mitwirkung von R. Meckelein, in der zweiten Auflage steht zu lesen: Stefan Zweig gewidmet, in der dritten fehlen die Widmung wie die Angaben zu den Übersetzern (alle 1932).
Neben Erzählungen, Romanen und Essays veröffentlichte Robakidse in Deutschland auch zwei Broschüren, eine über Hitler und eine, im Auftrag von Goebbels, über Mussolini. Diese apologetisch gehaltenen Werke wurden in die Bibliografie der NSDAP aufgenommen und u. a. im Auftrag der Wehrmacht verlegt. Robakidse gehörte der georgischen Widerstandsorganisation Georgisches Komitee Weißer Georg an, die im Zweiten Weltkrieg mit der Wehrmacht kooperierte. Ab 1941 war er einer der Führer des Komitees für ein unabhängiges Georgien, 1942 wurde er Mitbegründer der Exilpartei Union Georgischer Traditionalisten. Wegen dieser Kooperation mit dem NS-Regime musste er bei Kriegsende Deutschland verlassen und ging in die Schweiz.
Von 1945 bis 1962 lebte Robakidse in der Schweiz, zuletzt in Genf. Er war dort ein aktives Mitglied der Europäischen Schriftsteller-Vereinigung und Mitherausgeber der wissenschaftlich-literarischen Zeitschrift Bedi Kartlisa (dt. Schicksal Georgiens), Paris. Er wurde auf dem georgischen Carré des kommunalen Friedhofs in Leuville-sur-Orge, Frankreich beigesetzt.
Robakidses Werke wurden auf Georgisch, Russisch, Deutsch, Tschechisch und Französisch veröffentlicht. Der georgische Komponist Gija Kantscheli nutzte Robakidses Werk Lamara 1996 als Vorlage einer modernen Komposition gleichen Namens. 1995 erhielt eine Tifliser Privatuniversität, die Grigol-Robakidse-Universität, seinen Namen.

## Werke

### Erzählungen und Essays
- Portraits. Tbilisi 1919.
- Lamara. Tbilisi 1928.
- Das Schlangenhemd. Roman des georgischen Volkes. Vorwort von Stefan Zweig, Eugen Diederichs Verlag, Jena 1928. (5. – 9. Tsd., Frontbuchhandelsausgabe für die Wehrmacht. Eugen Diederichs Verlag, Jena 1944)
- Kaukasische Novellen. Insel Verlag Leipzig 1932. (=Insel-Bücherei 87/2) (2. Auflage 1979 im Suhrkamp Verlag, Frankfurt 1979 (BS 661), ISBN 3-518-01661-X)
- Megi: Ein georgisches Mädchen. Rainer Wunderlich Verlag, Tübingen 1932.
- Die gemordete Seele. Roman. Eugen Diederichs Verlag, Jena 1933.
- Vražděná duše. Praha 1934.
- Der Ruf der Göttin. Roman. Eugen Diederichs Verlag, Jena 1934.
- Dämon und Mythos. Essays. Eugen Diederichs Verlag, Jena 1935.
- Die Hüter des Grals. Roman. Eugen Diederichs Verlag, Jena 1937.
- Adolf Hitler, von einem fremden Dichter gesehen. Eugen Diederichs Verlag, Jena 1939.
- Mussolini, der Sonnengezeichnete. Eugen Diederichs Verlag, Jena 1941.
- Mussolini. Visionen auf Capri. Eugen Diederichs Verlag, Jena 1942.

### Zeitschriftenaufsätze
- Avallon Cardwell [Grigol Robakidse]: Schauprozesse. In: Die Tat. Zürich, 9. Dezember 1952
- Avallon Cardwell [Grigol Robakidse]: Zur Psychologie des Sowjetmenschen. In: Schweizer Rundschau: Monatsschrift für Geistesleben und Kultur. Zürich, Heft 7, Oktober 1953, 53. Jahrgang 1953/4
- Vom Weltbild der Georgier. In: Atlantis. 33. Jahrgang, No. 10, Oktober 1961, Zürich
- Aus dem Reich der Poesie. In: Bedi Kartlisa. 13 — 14 1962, S. 127–139
- Visitenkarte der Georgier. In: Zürcher Woche. Nr. 49, 7. Dezember 1962